# Телекоммуникации в Гренландии

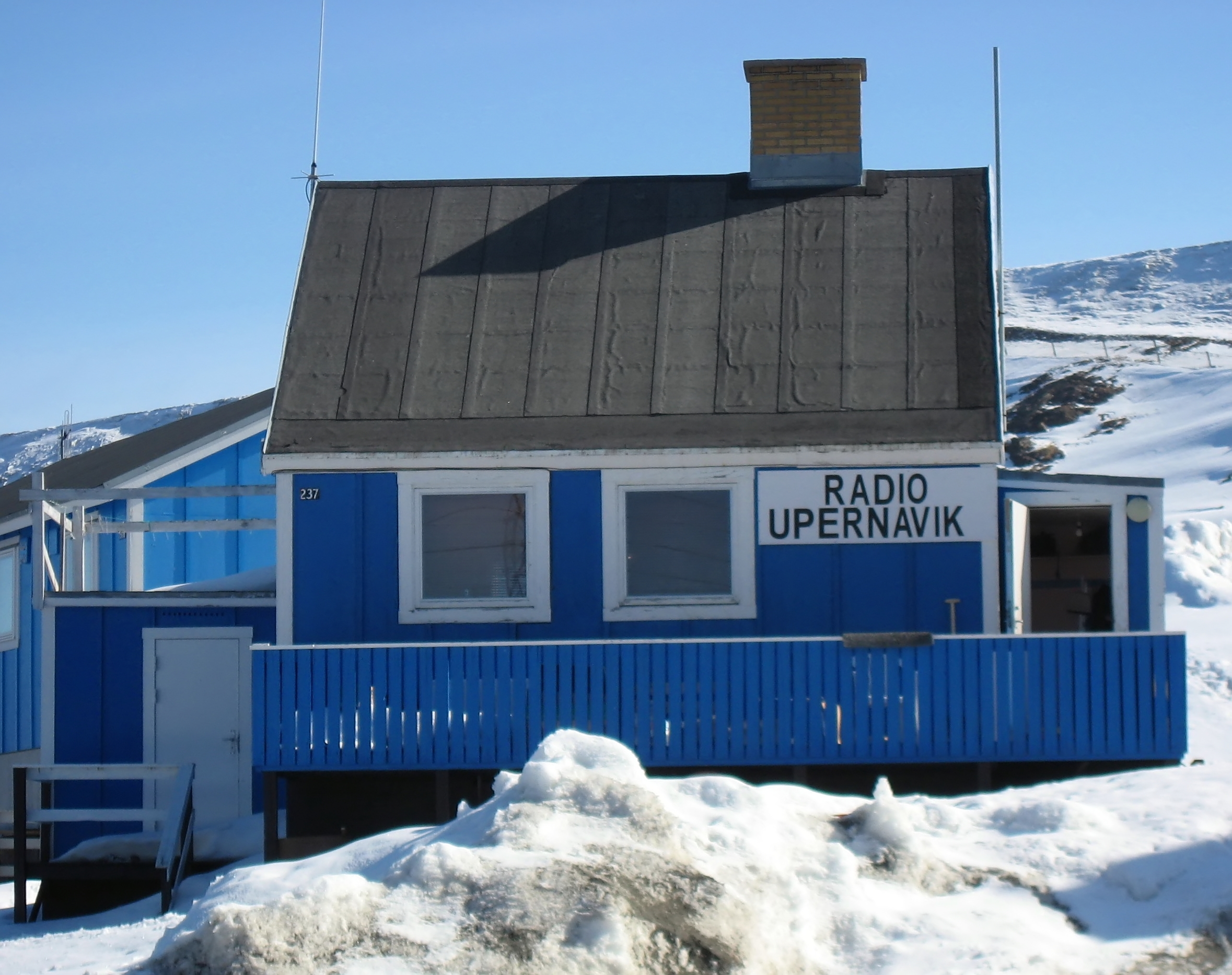
Радио Упернавик, местная радиостанция в Упернавике

В датской автономии Гренландия по закону существует только один провайдер услуг связи — это TELE Greenland. Он предоставляет интернет, телефон, радио и остальные виды телекоммуникаций. Подобного рода монополии обычны для Гренландии.

## Линии связи
- Стационарных телефонов 23 500 (2008)
- Мобильных 50 000 (2008)

## Радио
Радио в Гренландии появилось в 1978 году, и в настоящее время на острове вещают Eutelsat и Intelsat. Компания TELE Greenland обеспечивает вещание радио в Гренландии. По состоянию на 2012 год гренландцам принадлежит до 30 000 радиоприёмников.

## Телевидение
В Гренландии имеются один государственный канал, три американских канала и несколько небольших каналов. По состоянию на 2002 год в стране насчитывается до 30 000 телевизоров. Вышеупомянутая компания (радио Гренландии) также вещает и единственный государственный телевизионный канал.

## Интернет
Домен Гренландии — .gl. 52 000 человек, или 92,3 % населения Гренландии имеют доступ к интернету..